# Wilkes 160 1953
Wilkes 160 1953 var ett stockcarlopp ingående i Nascar Grand National Series (nuvarande Nascar Cup Series) som kördes 11 oktober 1953 på den 0,625 mile (1005,84 meter) långa ovalbanan North Wilkesboro Speedway i North Wilkesboro, North Carolina. Totalt avverkades 100 miles (160,934 km) fördelat på 160 varv. Banunderlaget var dirt. Loppet vanns av Speedy Thompson i en Oldsmobile på tiden 1:24.16 körande för Buckshot Morris. Thompsons snitthastighet var 71,202 mph. Han var vid målgång ensam förare på ledarvarvet, två varv före andraplacerade Fonty Flock. Prispotten uppgick till 3 725 dollar, varav 1 000 dollar gick till segraren.

## Resultat
| Plc     | Nr   | Förare           | Team/ bilägare      | Konstruktör | Start | Varv | Ledda varv |
| ------- | ---- | ---------------- | ------------------- | ----------- | ----- | ---- | ---------- |
| 1       | 46   | Speedy Thompson  | Buckshot Morris     | Oldsmobile  | i.u.  | 160  | 25         |
| 2       | 14   | Fonty Flock      | Frank Christian     | Hudson      | i.u.  | 158  | 37         |
| 3       | 44   | Ray Duhigg       | Julian Petty        | Plymouth    | i.u.  | 156  | 0          |
| 4       | 24   | Bob Welborn      | J.O. Goode          | Plymouth    | i.u.  | 156  | 0          |
| 5       | 42   | Lee Petty        | Petty Enterprises   | Dodge       | i.u.  | 155  | 0          |
| 6       | 87   | Buck Baker       | Bob Griffin         | Oldsmobile  | 1     | 155  | 80         |
| 7       | 2    | Bill Blair       | Bill Blair          | Oldsmobile  | i.u.  | 155  | 0          |
| 8       | 82   | Joe Eubanks      | Phil Oates          | Hudson      | i.u.  | 154  | 0          |
| 9       | 22   | Jimmie Lewallen  | R.G. Shelton        | Oldsmobile  | i.u.  | 153  | 0          |
| 10      | 55   | Bub King         | Bub King            | Oldsmobile  | i.u.  | 153  | 0          |
| 11      | 58   | Johnny Patterson | Ranier-Lundy Racing | Hudson      | i.u.  | 153  | 0          |
| 12      | 93   | Donald Thomas    | Herb Thomas Racing  | Hudson      | i.u.  | 153  | 0          |
| 13      | 91   | Tim Flock        | Ted Chester         | Hudson      | i.u.  | 152  | 0          |
| 14      | 51   | Gober Sosebee    | Sosebee Racing      | Oldsmobile  | i.u.  | 151  | 0          |
| 15      | 92   | Herb Thomas      | Herb Thomas Racing  | Hudson      | i.u.  | 151  | 0          |
| 16      | i.u. | Ralph Liguori    | Ralph Liguori       | Plymouth    | i.u.  | 149  | 0          |
| 17      | 08   | Arden Mounts     | Gene Comstock       | Hudson      | i.u.  | 143  | 0          |
| 18      | i.u. | Bob Walden       | Bob Walden          | Plymouth    | i.u.  | 143  | 0          |
| 19      | i.u. | Parks Surratt    | i.u.                | Plymouth    | i.u.  | 141  | 0          |
| 20      | 93   | Ted Chamberlain  | Ted Chamberlain     | Plymouth    | i.u.  | 139  | 0          |
| 21      | i.u. | Clyde Minter     | Clyde Minter        | Mercury     | i.u.  | 136  | 0          |
| 22      | 41   | Curtis Turner    | John Eanes          | Oldsmobile  | i.u.  | 131  | 18         |
| 23      | 80   | Jim Paschal      | George Hutchens     | Dodge       | i.u.  | 125  | 0          |
| 24      | 120  | Dick Rathmann    | Walt Chapman        | Hudson      | i.u.  | 124  | 0          |
| 25      | 19   | Fred Dove        | Fred Dove           | Ford        | i.u.  | 110  | 0          |
| 26      | i.u. | Slim Rominger    | Slim Rominger       | Oldsmobile  | i.u.  | 84   | 0          |
| 27      | i.u. | Don Vershure     | i.u.                | Hudson      | i.u.  | 53   | 0          |
| 28      | 167  | Elton Hildreth   | Elton Hildreth      | Nash        | i.u.  | 41   | 0          |
| 29      | i.u. | Bud Jones        | i.u.                | Plymouth    | i.u.  | 36   | 0          |
| 30      | i.u. | Pete Stewart     | i.u.                | Ford        | i.u.  | 20   | 0          |
| 31      | 75   | Ralph Dutton     | Ralph Dutton        | Dodge       | i.u.  | i.u. | 0          |
| Källor: |      |                  |                     |             |       |      |            |